# Larreynaga
Larreynaga là một khu tự quản thuộc tỉnh León, Nicaragua. Khu tự quản Larreynaga có diện tích 780 ki lô mét vuông. Đến thời điểm năm 2005, huyện Larreynaga có dân số 27898 người.